# Niall Mackenzie
Niall Mackenzie (Fankerton, 19 de julio de 1961) es un expiloto de motociclismo británico, de origen escocés.

## Carrera

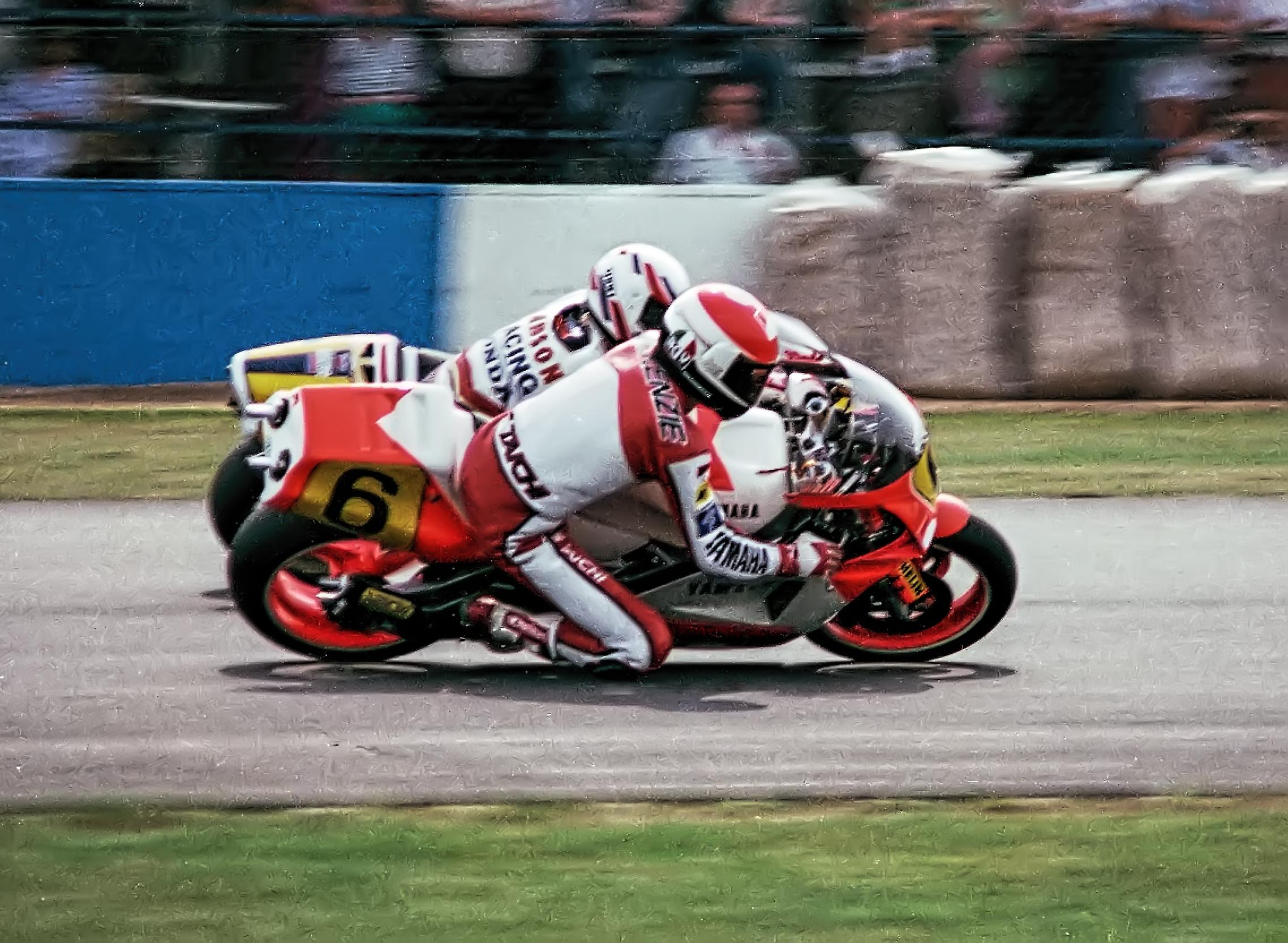
Niall Mackenzie, luchando con Eddie Lawson en el Gran Premio de Gran Bretaña de 1989.

Mackenzie, que nació en Fankerton, cerca Denny, Stirlingshire; ganó el Campeonato Británico de Superbikes tres ediciones conscutivas entre 1996 y 1998 con Rob McElnea como compañero de equipo en el equipo Yamaha, y los títulos británicos de 250 y 350cc dos veces. Tuvo  una larga carrera en el Campeonato del Mundo de Motociclismo, debutando en el  Gran Premio de Gran Bretaña de 1984 en la categoría de 250cc. Se cambió a los 500cc en 1986 a bordo de una Suzuki, una Honda y una Yamaha motorcycles. Fue cuarto en la general de la temporada 1990 y acabó entre los diez primeros en otras seis temporadas. Su última temporada la disputó en el 2000 Campeonato Británico de Superbikes, aunque hizo una pequeña aparición en Knockhill en 2001 al sustituir al lesionado Yukio Kagayama en Donington Park en 2003.

## Resultados en el Campeonato del Mundo

### Campeonato del Mundo de Motociclismo

#### Carreras por año
Sistema de puntuación desde 1969 hasta 1987:
| Posición | 1.º | 2.º | 3.º | 4.º | 5.º | 6.º | 7.º | 8.º | 9.º | 10.º |
| Puntos   | 15  | 12  | 10  | 8   | 6   | 5   | 4   | 3   | 2   | 1    |

Sistema de puntuación desde 1988 hasta 1991:
| Posición | 1.º | 2.º | 3.º | 4.º | 5.º | 6.º | 7.º | 8.º | 9.º | 10.º | 11.º | 12.º | 13.º | 14.º | 15.º |
| Puntos   | 20  | 17  | 15  | 13  | 11  | 10  | 9   | 8   | 7   | 6    | 5    | 4    | 3    | 2    | 1    |

Sistema de puntuación de 1993 hasta 2022:
| Posición | 1.º | 2.º | 3.º | 4.º | 5.º | 6.º | 7.º | 8.º | 9.º | 10.º | 11.º | 12.º | 13.º | 14.º | 15.º |
| Puntos   | 25  | 20  | 16  | 13  | 11  | 10  | 9   | 8   | 7   | 6    | 5    | 4    | 3    | 2    | 1    |

(Carreras en negrita indica pole position, carreras en cursiva indica vuelta rápida)
| Año  | Cat.  | Equipo              | Moto   | 1       | 2       | 3       | 4       | 5       | 6       | 7       | 8       | 9       | 10      | 11      | 12      | 13      | 14     | 15    | 16  | Pts.. | Pos. |
| ---- | ----- | ------------------- | ------ | ------- | ------- | ------- | ------- | ------- | ------- | ------- | ------- | ------- | ------- | ------- | ------- | ------- | ------ | ----- | --- | ----- | ---- |
| 1984 | 250cc | Armstrong-Rotax     | CF250  | RSA -   | NAT -   | ESP -   | AUT -   | GER -   | FRA -   | YUG -   | NED -   | BEL -   | GBR 28  | SWE Ret | RSM -   |         |        |       | 0   | –     |      |
| 1985 | 250cc | Armstrong-Rotax     | CF250  | RSA 24  | ESP Ret | GER Ret | NAT Ret | AUT 14  | YUG 16  | NED 14  | BEL Ret | FRA 14  | GBR Ret | SWE 10  | RSM Ret |         |        |       | 1   | 28.º  |      |
| 1986 | 250cc | Armstrong-Rotax     | CF250  | ESP -   | NAT -   | GER -   | AUT -   | YUG -   | NED 12  | BEL 8   | FRA 21  | GBR 10  | SWE 11  | RSM Ret |         |         |        |       | 4   | 21.º  |      |
| 1986 | 500cc | Skoal Bandit-Suzuki | RG500  | ESP -   | NAT -   | GER -   | AUT -   | YUG -   | NED -   | BEL -   | FRA -   | GBR 7   | SWE 7   | RSM 8   |         |         |        |       | 11  | 10.º  |      |
| 1987 | 500cc | HB-Honda            | NSR500 | JPN Ret | ESP 4   | GER 7   | NAT 10  | AUT 3   | YUG DNS | NED Ret | FRA 7   | GBR 5   | SWE 5   | CZE 5   | RSM 7   | POR 6   | BRA 8  | ARG 7 | 61  | 5.º   |      |
| 1988 | 500cc | HB-Honda            | NSR500 | JPN 4   | USA 3   | ESP 5   | EXP 7   | NAT 11  | GER 9   | AUT Ret | NED 5   | BEL 11  | YUG Ret | FRA Ret | GBR 4   | SWE 4   | CZE 6  | BRA 4 | 125 | 6.º   |      |
| 1989 | 500cc | Marlboro Yamaha     | YZR500 | JPN 6   | AUS Ret | USA 5   | ESP 3   | NAT DNS | GER Ret | AUT -   | YUG 12  | NED 8   | BEL 10  | FRA 7   | GBR 4   | SWE 4   | CZE 6  | BRA 9 | 103 | 7.º   |      |
| 1990 | 250cc | Yamaha              | YZR250 | JPN 13  | USA 14  | ESP -   | NAT -   | GER -   | AUT -   | YUG -   | NED -   | BEL -   | FRA -   | GBR -   | SWE -   | CZE -   | HUN -  | AUS - | 5   | 33.º  |      |
| 1990 | 500cc | Lucky Strike-Suzuki | RGV500 | JPN -   | USA -   | ESP 8   | NAT 5   | GER 3   | AUT 5   | YUG 3   | NED 5   | BEL 12  | FRA 6   | GBR 5   | SWE 5   | CZE 4   | HUN 7  | AUS 5 | 140 | 4.º   |      |
| 1991 | 500cc | Sonauto-Yamaha      | YZR500 | JPN -   | AUS -   | USA -   | ESP -   | ITA -   | GER -   | AUT -   | EUR -   | NED -   | FRA -   | GBR 7   | RSM 5   | CZE -   | VDM 12 | MAL 6 | 34  | 17.º  |      |
| 1992 | 500cc | Sonauto-Yamaha      | YZR500 | JPN 7   | AUS Ret | MAL Ret | ESP 3   | ITA 9   | EUR 7   | GER Ret | NED 7   | HUN 14  | FRA 6   | GBR Ret | BRA 9   | RSA 8   |        |       | 37  | 11.º  |      |
| 1993 | 500cc | Valvoline-Yamaha    | ROC    | AUS 10  | MAL 8   | JPN 13  | ESP 7   | AUT 11  | GER 9   | NED 8   | EUR 6   | RSM 8   | GBR 3   | CZE Ret | ITA 9   | USA 8   | FIM 8  |       | 103 | 9.º   |      |
| 1994 | 500cc | Slick 50-Yamaha     | ROC    | AUS Ret | MAL 11  | JPN 19  | ESP 8   | AUT 9   | GER 8   | NED Ret | ITA 9   | FRA Ret | GBR 8   | CZE 9   | USA 10  | ARG 11  | EUR 8  |       | 69  | 10.º  |      |
| 1995 | 250cc | Docshop Aprilia     | RS250  | AUS Ret | MAL Ret | JPN Ret | ESP 11  | GER 14  | ITA Ret | NED 12  | FRA 19  | GBR 6   | CZE Ret | RIO 19  | ARG 11  | EUR Ret |        |       | 26  | 18.º  |      |